# Argos i Nàuplia
Argos i Nàuplia va ser una senyoria medieval de Morea o Acaia. La família de la Roche posseïa el ducat d'Atenes fins al 1308, quan Gualter de Brienne va esdevenir duc. Gualter va cridar la Companyia catalana, un cos de mercenaris dirigits per Roger de Flor, per combatre contra els romans d'Orient de Nicea, però el 1311, després d'una traïció de Gualter, els catalans el van deposar i es van apoderar del ducat, van fer del català la llengua oficial i van reemplaçar les lleis franceses i gregues en vigència. Gualter va conservar la senyoria d'Argos i Nàuplia, on ell es titulava duc. Aquesta senyoria va tenir els seus corresponents senyors feudataris del duc d'Atenes.

## Història
Els primers anys del segle xiii, ja abans de l'arribada de la Quarta Croada a l'Imperi Romà d'Orient, Argos i Nauplia esdevingueren el centre d'un domini independent sota el senyor grec Lleó Esgur. Aquest havia aprofitat la feblesa de l'autoritat imperial i, com molts altres magnats provincials, va procedir a esculpir el seu propi principat. Des de la seva ciutat natal Nauplia, es va apoderar d'Argos i Corint, i va atacar Atenes, encara que no va poder prendre l'Acròpolis d'Atenes. A principis de 1205, Esgur havia avançat cap a Beòcia i Tessàlia, però es va veure obligat a abandonar les seves conquestes davant els croats sota Bonifaci de Montferrat, que van avançar cap al sud des de Tessalònica. Bonifaci va envair Tessàlia, Beòcia i Àtica, on va instal·lar els seus seguidors com a barons, i els seus homes van envair Morea. Esgur i els seus homes van aguantar a les ciutadelles d'Argos, Nauplia i Corint, fins i tot després de la mort de Bonifaci i Esgur, el 1207 i el 1208 respectivament. Les tres fortaleses van ser mantingudes assetjades pels croats fins a la caiguda d'Acrocorint el 1210, seguida de Nauplia i finalment d'Argos el 1212. El senyor d'Atenes, Odó I de la Roche (r. 1204–1225/34), va tenir un paper important en la seva captura. Com a recompensa el príncep d'Acaia Geoffrey I de Villehardouin (r. 1209 – c. 1229) li va donar Argos i Nauplia com a feu, juntament amb uns ingressos de 400 perpres de Corint. La zona de Damala (Troezen) a l'Argòlida també va ser donada als de la Roche, però aviat va passar a una branca cadet de la família, que va assumir la baronia de Veligosti. Malgrat l'establiment d'un senyoriu franc a l'Argòlida meridional, els francs mai van ser nombrosos al districte. Tal com va passar a altres llocs de Morea, els magnats grecs locals simplement es van sotmetre als seus nous senyors francs, però van mantenir les seves possessions i la fe ortodoxa, així com una cultura típicament romana d'Orient, com ho demostra la contínua construcció d'esglésies d'estil romà d'Orient durant el període.
Ducs d'Atenes a Argos i Nàuplia:
- Gualter II de Brienne (VI de Brienne i, nominalment, II d'Atenes), fill de Gualter de Brienne (V de Brienne i I d'Atenes), 1311-1356
- Guiu d'Enghien (net de Walter II) 1356-1377, titulat duc d'Atenes
- Maria (germana de Guiu) 1377-1388, titulada duquessa d'Atenes.
- Pietro Cornaro (casat amb Maria) 1377-1388
- Venut a Venècia 1388

Senyors (vassalls dels nominals ducs, i després del 1388 vassalls de Venècia):
- Sohier I c. 1350-1367
- Gualter I 1367-1381 fill de Sohier I
- Louis I 1381-1394 germà de Sohier I
- Guiu 1394-?

Als dèspotes de Mistra després del 1394